# لوسیمار دو مورا
لوسیمار دو مورا (انگلیسی: Lucimar de Moura؛ زادهٔ ۲۲ مارس ۱۹۷۴) ورزشکار دو و میدانی اهل برزیل است.
وی در مسابقات کشوری و بین‌المللی در مجموع برندهٔ ۱۴ مدال طلا، ۹ مدال نقره، ۳ مدال برنز شده‌است.